# David Andrew Fink
David Andrew Fink (* 19. September 1936 in Philadelphia; † 11. Oktober 2022 in Bedford; üblicherweise David Fink) war ein US-amerikanischer Manager im Schienenverkehr. Er agierte als Vizepräsident der Holding Guilford Transportation Industries und Geschäftsführer mehrerer darin als Guilford Rail System zusammengefasster Bahngesellschaften im Nordosten der USA. 

## Leben
David Fink wuchs als Sohn eines Eisenbahners in Upper Darby, einem Vorort von Philadelphia, auf, erhielt dort seine Schulausbildung und nahm anschließend ein Studium an der University of Pennsylvania auf. Nach dem Militärdienst begann er als Büroangestellter für die Pennsylvania Railroad (PRR) zu arbeiten und übernahm dort schrittweise anspruchsvollere Aufgaben. Anfang der 1970er-Jahre wurde er bei der Penn Central Transportation, in der die PRR 1968 aufgegangen war, Betriebsleiter der Mohawk-Hudson-Division um Utica.
Im Jahr 1959 heirate Fink Alecia Carroll, mit der er eine Tochter und einen Sohn hatte. 1974 verließ Fink die seit 1970 unter Insolvenzverwaltung betriebene Penn Central und wechselte zu Ashland. Zugleich verlegte er mit seiner Familie seinen Wohnsitz nach Guilford. Dort lernte er Timothy Mellon kennen, mit dem er 1977 in Durham (Connecticut) die Perma Treat Corporation gründete. Auf einem etwa 0,4 km² großen Gelände nahm dieses Unternehmen die Produktion von hölzernen Bahnschwellen für die Consolidated Rail Corporation und andere Bahngesellschaften auf.
1977 gründeten Mellon und Fink die Holding Guilford Transportation Industries (GTI), die 1981 die Maine Central Railroad (MEC), 1983 die Boston and Maine Railroad (B&M) und 1984 die Delaware and Hudson Railway (D&H) erwarb. Die drei Bahngesellschaften wurden im Außenauftritt zum Guilford Rail System kombiniert. Mellon steuerte aus seinem Vermögen und über die Mellon National Bank die Finanzierung bei und wurde Präsident der Holding; Fink übernahm die operative Geschäftsführung der Firmengruppe mit mehr als 2000 Mitarbeitern.
1998 erwarb GTI die Namens- und Markenrechte der Pan American World Airways, die die GTI für eigene Fluggesellschaften, Pan Am Clipper und Pan Am Clipper Connections, nutzte. Fink übernahm in beiden Firmen Leitungspositionen. Im März 2006 wurde Guilford Transportation Industries in Pan Am Systems und Guilford Rail System in Pan Am Railways umbenannt. Der Flugbetrieb wurde hingegen ab 2005 eingeschränkt und musste 2008 ganz eingestellt werden.
Finks Verhältnis zu Arbeitnehmervertretungen einschließlich Gewerkschaften sowie zur Presse galt als notorisch schwierig. Differenzen wurden vielfach sowohl im Namen von Unternehmen der GTI wie auch von Fink persönlich vor Gericht ausgetragen.
In den 2000er-Jahren zog sich Fink aus der operativen Geschäftsführung der Bahn- und Fluggesellschaften zurück, die teilweise durch seinen Sohn David Fink übernommen wurde. Er verstarb am 11. Oktober 2022 nach längerer Krankheit.